# Генри (округ, Алабама)
Ге́нри (англ. Henry County) — округ в штате Алабама, США. Население по переписи 2020 года — 17 146 человек.  Административный центр — Аббевилл.
Образован 13 декабря 1819 года. Получил своё название в честь американского политического деятеля Патрика Генри.

## География
По данным Бюро переписи США, общая площадь округа равняется 1472 км², из которых 1455 км² составляет суша и 17 км² — водные объекты (1,15 %).
Расположен в юго-восточной части штата, в пределах примексиканской низменности. В округе преобладают сосновые леса. Река Чаттахучи, а также несколько притоков реки Чоктохатчи, имеют разветвлённую сеть водотоков по всей территории округа. Поскольку река Чаттахучи является одной из самых запруженных рек на юго-востоке США, за последние полвека её экосистема сильно видоизменилась. Биологическое разнообразие реки сократилось, а несколько видов рыб и мидий находятся под угрозой исчезновения. Магистраль  — основная транспортная артерия округа, соединяющая его северную и южную части. Муниципальный аэропорт Аббевилла и муниципальный аэропорт Хедленда являются единственными воздушными узлами округа Генри.

### Климат
Для округа характерно продолжительное жаркое лето, обусловленное переходом влажного тропического воздуха с простор Мексиканского залива. Зимы прохладные и довольно короткие. Осадки обильные в течение всего года, а длительные засухи редки. Сильные штормы, включая торнадо, время от времени обрушиваются на регион. Снегопады случаются редко. Средняя относительная влажность воздуха в середине дня составляет 55 процентов. Ветры дуют в основном с южного направления.
| Показатель              | Янв. | Фев. | Март | Апр. | Май | Июнь | Июль | Авг. | Сен. | Окт. | Нояб. | Дек. | Год  |
| ----------------------- | ---- | ---- | ---- | ---- | --- | ---- | ---- | ---- | ---- | ---- | ----- | ---- | ---- |
| Абсолютный максимум, °C | 23   | 23   | 26   | 29   | 33  | 36   | 36   | 36   | 36   | 31   | 25    | 21   | 30   |
| Средний максимум, °C    | 15   | 17   | 21   | 25   | 29  | 32   | 33   | 33   | 31   | 26   | 21    | 16   | 25   |
| Средняя температура, °C | 10   | 11   | 15   | 19   | 23  | 26   | 27   | 27   | 25   | 19   | 14    | 10   | 19   |
| Средний минимум, °C     | 4    | 5    | 8    | 12   | 16  | 20   | 22   | 21   | 19   | 13   | 7     | 4    | 12   |
| Абсолютный минимум, °C  | −3   | 0    | 4    | 9    | 13  | 18   | 20   | 20   | 16   | 8    | 3     | −1   | 9    |
| Норма осадков, мм       | 122  | 129  | 143  | 108  | 96  | 113  | 153  | 124  | 103  | 62   | 84    | 117  | 1354 |
| Источник: НЦЭИ          |      |      |      |      |     |      |      |      |      |      |       |      |      |

## История

Видоизменение границ
округа Генри

Образован 13 декабря 1819 года решением Генеральной ассамблеи территории Алабама. На тот момент земли округа охватывали обширную территорию, включавшую весь юго-восточный регион Вайрграсс. Однако в течение XIX века значительная часть окружных земель отошла другим административно-территориальным единицам, а именно округам: Коффи, Ковингтон, Дейл, Дженива и Хьюстон. Из бывших земель Генри составлены части округов Барбор, Пайк и Креншо. За столетие Генри превратился из крупнейшего округа Алабамы в один из самых маленьких. В 1832 году решением властей штата к округу были присоединены земли, которые в настоящее время находятся в его северо-западной части. Данный район, заметно выделяющийся на фоне остальной части Генри, получил название «укромный уголок» (англ. The Nook).
Назван в честь американского политического деятеля Патрика Генри. Поселенцы прибыли на территорию нынешнего округа из Джорджии и Каролины, минуя Форт-Гейнс. Первые общины были основаны в северо-восточной части Генри, вдоль берегов реки Чаттахучи. Одними из первых новообразованных городов являются Аббевилл, Хедленд и Ньювилл.
Административный центр округа менялся несколько раз из-за многочисленных сокращений территориальных размеров. Первый центр — Ричмонд (в настоящее время не существует). В период 1822—1826 годов небольшое бревенчатое здание города служило в качестве окружного суда. Позднее центр был перенесён в Коламбию. Впоследствии административным центром стал Аббевилл. В период 1833—1889 годов несколько деревянных строений выполняли функцию окружного суда, позднее на том же месте было возведено двухэтажное кирпичное здание с четырёхгранной башней с часами. В 1935 году оно было реконструировано, оштукатурено и выкрашено в белый цвет, за что получило название «Белый дом» (англ. The White House). В 1965 году здание суда было снесено, а на его месте появилось современное трехэтажное сооружение в стиле неоклассицизма, обрамлённое 46 колоннами.

## Население
По переписи населения 2020 года в округе проживало 17 146 жителей. Плотность населения — 11,78 чел. на один квадратный километр. Расовый состав населения: белые — 69,07 %; чёрные или афроамериканцы — 24,68 %; испаноязычные или латиноамериканцы — 1,95 % и представители других рас — 4,56 %.

## Орган власти
Управляется специальной комиссией, подконтрольной законодательному собранию штата. Состоит из пяти представителей. Выборы проходят раз в четыре года.

## Экономика
Крупнейшим работодателем округа является система образования, в которой трудятся порядка 310 человек.
По данным переписи 2020 года, средний годичный доход домохозяйства составляет 51 715 долл., что на 0,61 % ниже среднего уровня по штату и на 20,43 % ниже среднего по стране. По состоянию на июнь 2022 года, уровень безработицы в округе составил 3,4 %.

## Образование
Система образования округа Генри состоит из семи начальных и средних школ.